# 케이트 디커밀로
카트리나 엘리자베스 "케이트" 디커밀로(영어: Katrina Elizabeth "Kate" DiCamillo, 1964년 3월 25일 ~ )는 미국의 아동문학 작가이다.
어른과 어린이 모두 읽는 소설을 쓰며 스스로를 이야기꾼(storyteller)으로 여긴다. 아이디어를 얻을 때는 주변 모든 것을 둘러보고 귀를 기울여보고 상상을 한다.

## 경력과 사생활
케이트 디커밀로는 펜실베이니아주 필라델피아에서 태어났으며 플로리다주 클레어몬트에서 성장했다. 플로리다 대학교에서 영문학을 공부한 후 아동문학을 쓰기 시작했다. 《내 친구 윈딕시》(Because of Winn-Dixie)로 2001년 뉴베리 명예상을 수상했고, 친구 아들의 부탁으로 쓴 《생쥐 기사 데스페로》(The Tale of Despereaux)로 2004년 뉴베리상을 수상했다.
2006년 출판된 《에드워드 툴레인의 신기한 여행》(The Miraculous Journey of Edward Tulane)은 헤어짐 뒤 여행을 하는 토끼 인형의 자아성찰을 다루고 있는 작품이며, 디커밀로는 이 작품으로 보스턴 글로브-혼상을 수상하였다. 대한민국에는 2014년 드라마 《별에서 온 그대》에서 책이 소품으로 등장하면서 그해 큰 인기를 끌었다.
현재는 미네소타주 미니애폴리스에서 살고 있다. 독신이고 자식은 없지만, 쉬이라는 이름의 개(테리어와 푸들 혼종)를 키운다.